# Rollator
En rollator er et hjælpemiddel til gangbesværede personer. De er typisk udstyret med tre eller fire hjul (i modsætning til et gangstativ, der ingen hjul har). Den har et bræt, man kan sidde på, når man holder stille, og en kurv foran. Den har derudover to håndtag, som man holder ved. Der er en håndbremse på hvert håndtag.
Det er et hjælpemiddel, der (pr. 2018) hovedsagligt bruges i Skandinavien. F.eks. vil franske kvinder hellere blive hjemme, end at gå et offentligt sted med en rollator. Den blev opfundet af Aina Lucia Wifalk i 1970'erne. Hun var en svensk sygehjælper, der blev ramt af polio som 21-årig, hvorfor hun måtte afbryde sin uddannelse til sygeplejerske. Idéen var færdigudviklet i 1978 og produktionen sat i gang i 1981. Wifalk tog aldrig patent på sin opfindelse, da hun ønskede den mest muligt udbredt. De efterfølgende 30 år blev der solgt rollatorer for 2,5 mia. kroner.